# اندرانيك اسكندريان
اندرانيك اسكندريان (بالفارسية: آندرانیک اسکندریان) (أرمنية:Անդրանիկ Իսքանտարեան)، من مواليد العاصمة الإيرانية طهران بتاريخ 31 ديسمبر سنة 1951م، وهو لاعب أمريكي لكرة القدم معتزل وهو إيراني الأصل وينتمي للعرق الأرميني، كان مركزه دفاع وسط، لعب مع عدة أندية ومنها نادي تاج الإيراني ونيويورك كوسموس وغيره، هاجر إلى الولايات المتحدة سنة 1978م بعد انتهاء عقده مع نادي تاج الإيراني واستمر في الولايات المتحدة حتى أصبح مواطناً أمريكياً، ومن ثم اعتزاله سنة 1990م.

## مشاركاته مع المنتخب الإيراني
لعب مع المنتخب الإيراني لكرة القدم سنة 1975م، وحقق مع منتخب بلاده كأس الأمم الآسيوية سنة 1976م والتي استضافته إيران، كما لعب في دورة الألعاب الأولمبية في نفس العام، وشارك مع زملائه في المنتخب لنهائيات كأس العالم 1978م.